# Фицджеральд, Гаррет
Гаррет Майкл Фицджеральд (ирл. Gearoid Micheal Mac Gearailt, англ. Garret Michael FitzGerald; 9 февраля 1926, Дублин, Ирландское Свободное государство — 19 мая 2011, Дублин, Ирландия) — ирландский государственный деятель, премьер-министр (1981—1982, 1982—1987), министр иностранных дел (1973—1977).

## Биография
Родился в семье министра иностранных дел в первом независимом правительстве (1922–1927 годы) и члена парламента, активиста Шинн Фейн и борца за независимость Ирландии Десмонда Фицджеральда. Окончил иезуитский Бельведерский колледж, получил высшее экономическое образование в Дублинском университетском колледже учился вместе со своим будущим многолетним политическим оппонентом Чарльзом Хоги), в 1946 году получил степень бакалавра. Имел также юридическое образование и степень доктора философии.
В 1947–1958 годах работал в государственной авиакомпании Aer Lingus, став признанным экспертом по стратегическому экономическому планированию в области транспорта. Одновременно занимался журналистской деятельностью, с 1950 года был корреспондентом ирландской редакции BBC, журнала The Economist, газет Financial Times и The Irish Times. С 1958 по 1973 год – научный сотрудник Дублинского университетского колледжа, с 1959 года стал преподавать в нём экономику, позже стал профессором, в 1969 году – доктором наук. Одновременно занимался журналистской деятельностью – был корреспондентом и обозревателем ряда британских и ирландских газет. В 1960–1969 годах – экономический консультант Федерации ирландской промышленности.
Его политическая карьера началась в 1965 году с назначением членом сената Ирландии в качестве представителя экономических и торговых кругов. В 1969–1992 годах – депутат палаты представителей ирландского парламента от партии Фине Гэл. Заместитель председателя партии, представитель её либерального крыла.
В 1973–1977 годах министр иностранных дел Ирландии в правительстве Л. Косгрейва (хотя он сам рассчитывал на пост министра финансов. В этот период страна стала членом ЕЭС, он также принимал активное участие в разработке Ломейской конвенции – соглашении, устанавливавшим рамки для сотрудничества в области разработки политики и торговли между ЕС и странами АКТ (страны Африки, Карибского бассейна и Тихоокеанского региона). В первом полугодии 1975 года являлся первым ирландским президентом Евросоюза. В этот период выступил инициатором ряда решений по укреплению интеграционных механизмов Европейского Сообщества. В этот период также обострились отношения с католической церковью и Ватиканом, так как Г. Фицджеральд выступил резко против ограничения прав на развод и контрацепцию, межконфессиональные браки и совместное обучение.
В 1977–1981 годах,  после поражения Фине Гэл на парламентских выборах и ухода Л. Косгрейва в отставку был избран лидером парламентской оппозиции, за эти годы провел существенное обновление партии.
В 1981–1982 годах премьер-министр, возглавил правительство парламентского меньшинства в блоке с лейбористской партией. Первой же проблемой, с которой столкнулся его кабинет, стали события, связанные с голодовкой политзаключённых в Белфасте. Основными целями его кабинета в экономической области стало уменьшение дефицита платежного баланса и внешнего долга. Для этого было предложено повысить налоги и снизить госрасходы, что в свою очередь натолкнулось на противодействие профсоюзов. Последней точкой стали споры вокруг планов главы кабинета ввести НДС на детскую обувь, не имея большинства в парламенте Фицджеральд предложил президенту распустить парламент, однако уставшие избиратели проголосовали за оппозицию.
Однако и победа на досрочных выборах в феврале 1982 года партии Фианна Файл во главе Чарльзом Хоги обернулась провалом экономической программы нового кабинета. После проведения в декабре 1982 года новых выборов Фицджеральд снова сформировал коалиционное правительство на базе Фине Гэл и лейбористской партии.
В 1982–1987 годах повторно премьер-министр Ирландии. На этот раз ему удалось существенно сократить государственные расходы, реализовать ряд мер по поддержке предпринимательства и привлечению иностранных инвестиций. В результате удалось добиться роста промышленного производства, увеличения экспорта, уменьшения дефицита платежного баланса. Также был принят ряд законов по либерализации ирландского законодательства, в частности в области абортов, разводов и контрацепции. В ноябре 1985 года подписал с премьер-министром Великобритании Маргарет Тэтчер англо-ирландский договор, который с одной стороны признал за Ирландией определенные права в административном управлении Северной Ирландией, с другой стороны – подтвердил статус Северной Ирландии в составе Соединенного Королевства. Этот документ считается предтечей Белфастского соглашения 1998 года, ставшего отправной точкой в урегулировании конфликта в Северной Ирландии. За его вклад в дело национального примирения в 2003 году был избран почётным доктором права Ольстерского университета.
Попытка правительства законодательно закрепить в конституции гарантированное право на аборт провалилась на референдуме 1983 года, когда была принята поправка к конституции, закрепившая запрет на совершение абортов.
В середине 1980-х годов. действия кабинета Фицджеральда по североирландскому вопросу не встретили одобрения избирателей страны и в 1987 году партия Фине Гэл потерпела поражение на парламентских выборах, после которых он ушёл с поста её лидера.
После парламентских выборов 1992 года объявил о своём уходе из политики.
С 1997 года занимал должность канцлера Ирландского национального университета. В 2005 году был избран президентом Института по европейским делам (Institute of European Affairs).
Автор ряда книг по экономике и истории Ирландии и автобиографии All in a Life.
Скончался 19 мая 2011 года в частной больнице Матер в Дублине и похоронен на кладбище Шангана.

В его честь назван 2-й терминал дублинского аэропорта.